# Crystal-Barrel
Crystal-Barrel ist ein Detektor, der für teilchenphysikalische Untersuchungen entwickelt wurde. Die Hauptkomponente des  Crystal-Barrel-Detektors ist ein Kalorimeter bestehend aus 1380 CsI(Tl)-Kristallen, welche fassförmig (engl. Barrel) um ein Reaktionstarget angeordnet sind. Die Raumwinkelabdeckung beträgt 98 % von {\displaystyle 4\pi }. Der Detektor eignet sich besonders für den Nachweis von Photonen, die als Zerfallsprodukte der neutralen Pionen in der Reaktion {\displaystyle \pi ^{0}\rightarrow \gamma \gamma } entstehen.

## Geschichte
Der Detektor wurde Mitte der 1980er Jahre am CERN gebaut. Dort wurde er ab 1989 am Low Energy Antiproton Ring (LEAR) zur Untersuchung des Spektrums der Mesonen in der Proton-Antiproton-Vernichtung in Ruhe und im Flug eingesetzt (Crystal-Barrel-Experiment, PS197).
Seit dem Jahr 2000 ist der Detektor an der Elektronenstretcheranlage ELSA in Bonn in Betrieb und wird dort zur Baryonenspektroskopie in Kombination mit anderen Detektoren eingesetzt (CB-ELSA, CB-TAPS und CB-Transregio). Nach einer Umbauphase werden seit Anfang 2007 wieder Daten genommen, unter anderem als Doppelpolarisationsexperiment mit einem polarisierten Photonenstrahl und einem polarisierten Frozen-Spin-Butanoltarget.
In den Jahren 2015 bis 2017 erfolgte eine große Aktualisierung der Elektronik des Detektors. Eine mit Avalanche-Photodioden (APD) aufgebaute Elektronik zum Nachweis des Szintillationslichtes der Kristalle löste die vorherige Elektronik mit PIN-Photodioden ab. Die Datennahme startete 2017.